# Солсбері (Пенсільванія)
Солсбері (англ. Salisbury) — місто (англ. borough) в США, в окрузі Сомерсет штату Пенсільванія. Населення — 706 осіб (2020).

## Географія
Солсбері розташоване за координатами 39°45′12″ пн. ш. 79°5′4″ зх. д. / 39.75333° пн. ш. 79.08444° зх. д. (39.753443, -79.084359).  За даними Бюро перепису населення США в 2010 році місто мало площу 1,00 км², уся площа — суходіл.

## Демографія
Згідно з переписом 2010 року, у селищі мешкало 727 осіб у 330 домогосподарствах у складі 214 родин. Густота населення становила 730 осіб/км².  Було 368 помешкань (370/км²).
Расовий склад населення:
| - 99,3 % — білих - 0,3 % — корінних американців |

До двох чи більше рас належало 0,4 %. Частка іспаномовних становила 0,1 % від усіх жителів.
За віковим діапазоном населення розподілялося таким чином: 18,7 % — особи молодші 18 років, 58,5 % — особи у віці 18—64 років, 22,8 % — особи у віці 65 років та старші. Медіана віку мешканця становила 46,7 року. На 100 осіб жіночої статі у селищі припадало 91,3 чоловіків;  на 100 жінок у віці від 18 років та старших — 84,7 чоловіків також старших 18 років.
Середній дохід на одне домашнє господарство  становив 50 530 доларів США (медіана — 34 375), а середній дохід на одну сім'ю — 64 869 доларів (медіана — 58 295). Медіана доходів становила 36 583 долари для чоловіків та 26 875 доларів для жінок. За межею бідності перебувало 9,9 % осіб, у тому числі 11,1 % дітей у віці до 18 років та 5,2 % осіб у віці 65 років та старших.
Цивільне працевлаштоване населення становило 390 осіб. Основні галузі зайнятості: освіта, охорона здоров'я та соціальна допомога — 29,7 %, виробництво — 13,6 %, будівництво — 9,2 %, мистецтво, розваги та відпочинок — 9,0 %.